# Postleitzahl (Guatemala)
Die Postleitzahlen (Códigos Postales) in Guatemala sind fünfstellig. Die ersten drei Zahlen richten sich nach den 22 Departamentos des Landes.

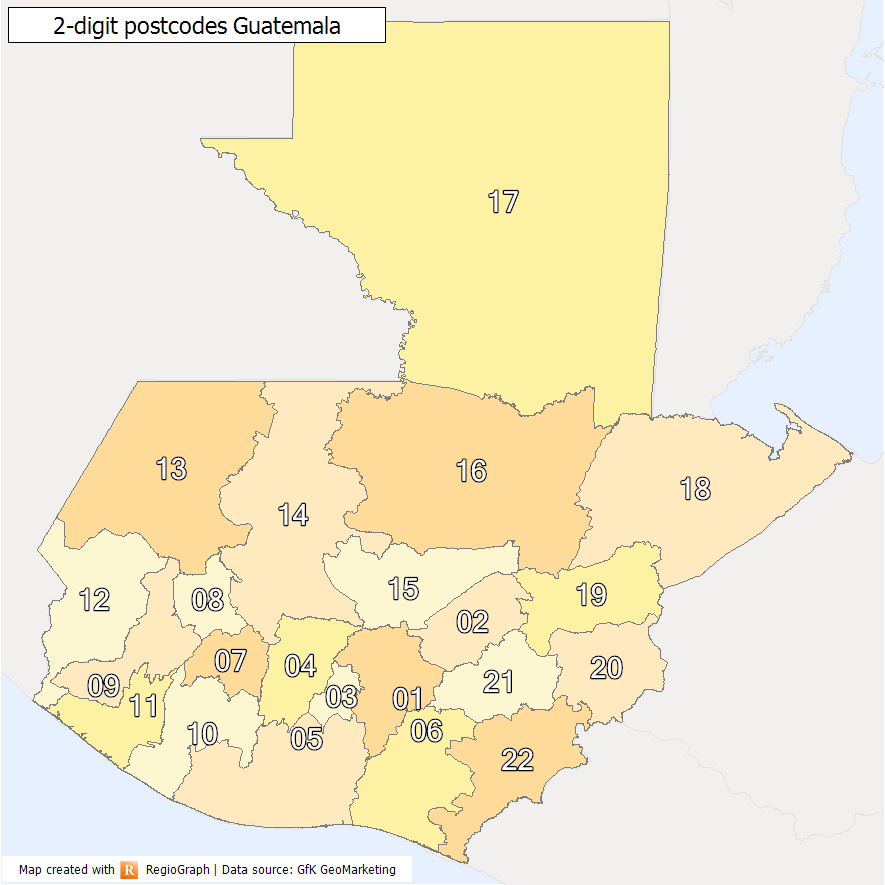
Postleitzahlen-Gebiete in Guatemala nach den ersten beiden Stellen

## Departamentos
- 010: Guatemala
- 020: El Progreso
- 030: Sacatepéquez
- 040: Chimaltenango
- 050: Escuintla
- 060: Santa Rosa
- 070: Sololá
- 080: Totonicapán
- 090: Quetzaltenango
- 100: Suchitepéquez
- 110: Retalhuleu
- 120: San Marcos
- 130: Huehuetenango
- 140: Quiché
- 150: Baja Verapaz
- 160: Alta Verapaz
- 170: Petén
- 180: Izabal
- 190: Zacapa
- 200: Chiquimula
- 210: Jalapa
- 220: Jutiapa